# ニンジャカラスザメ
ニンジャカラスザメ (学名：Etmopterus benchleyi) はカラスザメ科に属するサメ。ニカラグアからパナマ、コスタリカ付近の東太平洋から発見されている。生息水深は、大陸斜面に沿った836-1443メートルの場所である。現在知られている中で、中央アメリカ沿岸では唯一のカラスザメ属である。

## タイプ標本
Smithsonian Tropical Research Instituteの研究者D. Ross Robertsonによって、スペインの研究船 Miguel Oliverの中米太平洋岸の調査において採集された8個体を用いて記載された。1個体のホロタイプと4個体のパラタイプが指定され、国立自然史博物館に収蔵された。

## 形態
全身が黒く、口や目の周囲は白い。Miguel Oliver の調査で採集された標本の中で、雄は最大325ミリメートル、雌は最大515ミリメートルだった。本種は、眼と鰓孔を取り巻く皮歯が密であることを特徴とするE. spinax クレードに属する。

## 命名
発見と命名は、サメ研究者のヴィッキー・ヴァスケスにより為された。種小名である benchleyi は、1974年の作品「ジョーズ」(後にスティーヴン・スピルバーグによって映画化された。)の原作者であるピーター・ベンチリーから名付けられたものである。ヴァスケスは彼女の親戚である8-14歳の4人の子供に英名の命名権を与え、本種は「Ninja lanternshark」と呼ばれることになった。これは「全身が真っ黒であった」ことに由来する。
ニンジャランタンシャークは、その名の通りニンジャのように黒くランタンのように発光するサメ（シャーク）である。